# Кислик, Наум Зиновьевич
Нау́м Зино́вьевич Ки́слик (26 сентября 1925, Москва — 27 декабря 1998, Минск) — советский и белорусский писатель, прозаик, поэт, переводчик, журналист. Ветеран Великой Отечественной войны.
Член Союза писателей СССР (с 1954 года).

## Биография
Родился 26 сентября 1925 года в Москве в еврейской семье. Мать, Хая Нохимовна — домашняя хозяйка, отец — Залман Симонович работал в должности председателя Витебского кожшвейсоюза. В 1930-х гг. вся семья переехала на родину отца в город Витебск. Обучался в белорусской школе. В начале Великой Отечественной войны работал разнорабочим, кровельщиком на элеваторе, лебедкой-автомобилистом в Набережных Челнах (Татарская АССР). В 1942 году был призван в ряды Красной Армии. Участник военной операции на Курской дуге. В боях дважды получил ранение. Демобилизовавшись в 1944 году некоторое время трудился рабочим на станкостроительном заводе в Чкалове. Поступил в Чкаловский педагогический институт. С 1946 года перевёлся на филологический факультет Белорусского государственного университета. Окончил его в 1951 году.
В 1950–1952 гг. работал учителем русского и белорусского языков и литературы в средней школе. В 1952—1958 годах работал редактором газеты «Литература и искусство», в 1958—1959 годах работал в редакторской группе журнала «Пламя».
Первые его стихи были опубликованы в 1944 году в газете Южно-Уральского военного округа «Сталинец». Писал на русском языке. За всё время творчества опубликованы его авторские сборники: «Разговор с друзьями» (1956), «Поиск» (1959), «Зов земли» (1961), «Сказка о прессованном порохе» (стихи, стихотворение, 1964), «Ветки» (стихи, поэмы, переводы), 1969), «Праздник снегопада» (1972), «Воспоминание о станциях» (Москва, 1976), «Сентябрьская река» (стихи и стихотворения, 1978), «Белоснежка» (1980), «Разные годы» (стихи и поэма, 1984), «Зимний свет» (Москва, 1985). Книги его избранных стихов были изданы в 1975 и 1985 годах.
Переводил с белорусского на русский язык. Перевёл роман И. Мележа «Люди на болоте» (1964), рассказы А. Карпюка «Данута» (1963), «Пущанская Одиссея» (Москва, 1966) и его книгу прозы «По лесным тропам» (Москва, 1964), В. Короткевича «Христос сошёл в Гродно» (1966), сборник стихов Я. Купалы (1979), произведения Я. Коласа, М. Богдановича, П. Бровки, Р. Барадулина, А. Велюгина, С. Дзергая, А. Кулешова, В. Короткевича, П. Панченко, А. Пысина, А. Русецкого, М. Стрельцова, М. Танка, Ю. Таубина и другие. В 1982 году была напечатана книга переводов белорусской поэзии «Спелая сосна».
Проживал в городе Минске. Умер 27 декабря 1998 года.

## Награды и звания
- Орден Отечественной войны 1-й и 2-й степеней;
- Медали;
- Почетная грамота Президиума Верховного Совета Белорусской ССР.